# John Jacob Astor IV
John Jacob "Jack" Astor IV (sinh ngày 13 tháng 7 năm 1864 – mất ngày 15 tháng 4 năm 1912), thường được gọi là "Thằng Jack đần độn" (Jack Ass) trong giới truyền thông, là một nhà kinh doanh, chủ thầu bất động sản, nhà đầu tư, nhà phát minh, nhà văn, trung tá trong Chiến tranh Tây Ban Nha-Mỹ, và là một thành viên xuất sắc của dòng họ Astor. Vào tháng 4 năm 1912, Astor ghi dấu ấn trong lịch sử khi lên con tàu vượt đại dương RMS Titanic, con tàu này sau khi khởi hành chuyến ra khơi đầu tiên đã va phải một tảng băng trôi và chìm vào rạng sáng ngày 15 tháng 4. Astor nằm trong số 1.517 người thiệt mạng trong vụ tai nạn. Ông là hành khách giàu nhất trên tàu Titanic, và được coi là một trong những người giàu nhất thế giới thời bấy giờ.

## Cuộc sống đầu đời, giáo dục và gia đình
John Jacob Astor IV, hay còn gọi là Jack, sinh ngày 13 tháng 07 năm 1864 tại Ferncliff Forest, bất động sản của cha mẹ ông ở Rhinebeck, New York. Jack là con út trong gia đình có 5 người con và là con trai duy nhất của William Backhouse Astor Jr., một nhà kinh doanh, nhà sưu tập và người nuôi/chủ sở hữu ngựa đua, và Caroline Webster "Lina" Schermerhorn, một người Mỹ gốc Hà Lan. Bốn chị gái của ông là Emily, Helen, Charlotte và Caroline ("Carrie").
Jack là chắt của nhà kinh doanh lông thú người Mỹ gốc Đức John Jacob Astor và Sarah Cox Todd, người đã tạo ra khối tài sản khổng lồ, giúp Astor trở thành một trong những gia đình giàu có nhất Hoa Kỳ. Ông nội của Astor là William Backhouse Astor Sr., một nhà kinh doanh bất động sản nổi tiếng. Thông qua bà nội của mình, Margaret Alida Rebecca Armstrong, Astor cũng là chắt của Thượng nghị sĩ John Armstrong Jr. và Alida Livingston thuộc Gia tộc Livingston. Ông bà ngoại của Astor là Abraham Schermerhorn, một thương gia giàu có và nhà xã hội Helen Van Courtlandt White. Chồng của chị gái Helen là nhà ngoại giao James Roosevelt "Rosey" Roosevelt, anh trai cùng cha khác mẹ của Tổng thống Franklin Delano Roosevelt thuộc Gia tộc Roosevelt. Một người chị khác, tên là Carrie, là một nhà từ thiện nổi tiếng và là vợ của Marshall Orme Wilson (anh trai của chủ ngân hàng Richard Thornton Wilson Jr. và nhà xã hội Grace Vanderbilt. Astor cũng là anh em họ đầu tiên của William Waldorf Astor, Tử tước Astor thứ nhất, người mà mẹ ông có một mối thù khét tiếng dẫn đến việc William bị chuyển đến Vương quốc Anh.
Astor theo học Trường St Paul ở Concord ở New Hampshire, và sau đó theo học tại Đại học Harvard. Ông có tên là "Jack". Vẻ ngoài không đẹp và nhận thức rằng anh ta là một gã không mục đích dẫn đầu đã khiến một tờ báo đặt biệt hiệu cho ông là "Jack Ass-tor".